# Glenboro
Glenboro är en ort i Kanada.   Den ligger i provinsen Manitoba, i den sydöstra delen av landet, 1 800 km väster om huvudstaden Ottawa. Glenboro ligger 377 meter över havet och antalet invånare är 656.
Terrängen runt Glenboro är platt. Trakten runt Glenboro är nära nog obefolkad, med mindre än två invånare per kvadratkilometer.. 
Trakten runt Glenboro består till största delen av jordbruksmark.